# Alive in L.A.
Alive in L.A. è un album dal vivo del chitarrista Lee Ritenour, pubblicato nel 1997.

## Tracce
1. A little Bumpin
2. Night Rhytms
3. Boss City
4. San Juan Sunset
5. Uptown
6. Waltz For Carmen
7. Wez Bound
8. Pacifix Nights
9. Rio Funk
10. 4 on 6

## Formazione
- Lee Ritenour – chitarra
- Sonny Emory – batteria
- Melvin Davis – basso
- Barnaby Finch – tastiere
- Bill Evans – sax